# Ruellia occidentalis
Ruellia occidentalis är en akantusväxtart som först beskrevs av Asa Gray, och fick sitt nu gällande namn av Benjamin Carroll Tharp och F. A. Barkley. Ruellia occidentalis ingår i släktet Ruellia och familjen akantusväxter. Inga underarter finns listade i Catalogue of Life.